# 알렉스 마닝거
알렉산더 "알렉스" 마닝거(독일어: Alexander "Alex" Manninger, 1977년 6월 4일 잘츠부르크 ~ )는 오스트리아의 전 프로 축구 골키퍼이다. 그는 오스트리아 국가대표로 UEFA 유로 2008을 포함하여 33경기에 출전하였으며, 이탈리아, 독일, 오스트리아, 그리고 잉글랜드의 1부 리그를 경험하였다.